# Saint-Vincent-sur-Jard
Saint-Vincent-sur-Jard is een gemeente in het Franse departement Vendée (regio Pays de la Loire) en telt 871 inwoners (1999). De plaats maakt deel uit van het arrondissement Les Sables-d'Olonne. Saint-Vincent-sur-Jard ligt aan de Atlantische Oceaan en telt vele vakantiehuisjes.

## Geografie
De oppervlakte van Saint-Vincent-sur-Jard bedraagt 14,6 km², de bevolkingsdichtheid is 59,7 inwoners per km².
De onderstaande kaart toont de ligging van Saint-Vincent-sur-Jard met de belangrijkste infrastructuur en aangrenzende gemeenten.

## Demografie
Onderstaande figuur toont het verloop van het inwonertal (bron: INSEE-tellingen).

1. ↑  Populations de référence 2022.